# Valle de Tobalina
Valle de Tobalina es un municipio español de la provincia de Burgos, en la comunidad autónoma de Castilla y León. Pertenece a la comarca de Las Merindades y al partido judicial de Villarcayo. La capitalidad del municipio reside en Quintana-Martín Galíndez.

## Geografía

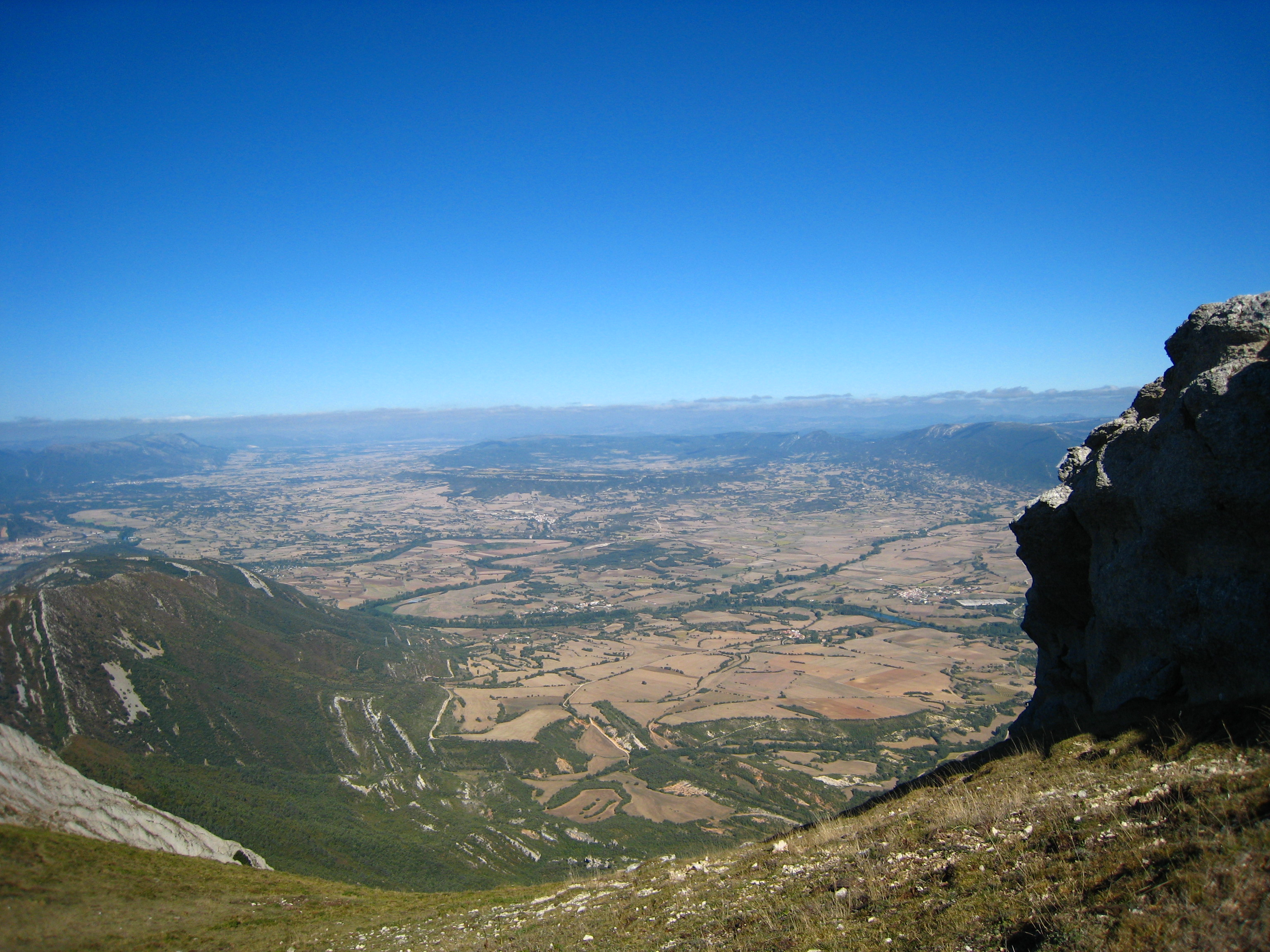
Vista del valle desde el Humión

En el valle del Ebro, entre la sierra de Arcena al norte y la sierra de Pancorbo al sur; a 35 km de Villarcayo, cabeza de partido, y a 86 de Burgos.
El municipio tiene una extensión de 157,49 km² y está a 568 m s. n. m.
El Valle de Tobalina está situado en el extremo nororiental de la provincia de Burgos. Limita al sur con La Bureba, al oeste con la Merindad Cuesta Urria y por el este con tierras de Miranda. Los valles alaveses de Valderejo y Valdegovía comparten al norte con él la sierra de Arcena. El valle ocupa una franja triangular de las montañas de Burgos, que se ensancha de este a oeste, y que comprende el espacio transversal dejado por la sierra de la Arcena y la sierra de la Llana-Obarenes. El llamado antiguamente «Fondón de Tobalina» se encuentra atenazado por la unión de ambas cordilleras en el desfiladero de Sobrón. En el extremo opuesto del Valle los límites son también naturales, aunque menos marcados. Este valle es atravesado por el río Ebro.
El municipio está formado por veintiocho entidades locales menores, a saber:
- Barcina del Barco
- Bascuñuelos
- Cuezva
- Gabanes
- Garoña
- Herrán
- Leciñana de Tobalina
- Lomana
- Lozares de Tobalina
- Mijaralengua
- Montejo de Cebas
- Montejo de San Miguel
- Orbañanos
- Orden (La)
- Pangusión
- Pedrosa de Tobalina
- Prada (La)
- Quintana María
- Quintana Martín Galíndez
- Ranedo-Promediano
- Revilla de Herrán (La)
- Rufrancos
- San Martín de Don
- Santa María de Garoña
- Santocildes
- Valujera
- Viadas (Las)
- Villaescusa de Tobalina

Además cuenta con las siguientes diez localidades. 
- Cormenzana
- Hedeso
- Imaña (*)
- Pajares
- Parayuelo
- Plágaro (*)
- Promediano
- Ranedo
- Tobalinilla
- Villanueva del Grillo (*)

(*) Núcleos despoblados.

## Historia
La existencia de restos prehistóricos en el valle es prácticamente desconocida. Corresponderían a esta época numerosas cuevas en el desfiladero del río Purón las cuales ofrecen unas condiciones de habitabilidad muy favorables, pero en las que todavía no se ha detectado ningún tipo de evidencia arqueológica significativa. Por otra parte, se señala la posible existencia de un poblado de la Edad del Hierro en el término de Santa María de Garoña. La romanización del valle tiene su mejor exponente en el camino romano que partía de la vía 27 a la altura de Briviesca en dirección a Frías, y seguía por Herrán hacia Losa.
Durante el siglo VIII el valle fue invadido por los musulmanes, en la primera mitad del siglo IX ya aparecen los primeros intentos de ocupación de las tierras situadas al sur de la sierra Salvada. Al nacimiento de Valpuesta, que se repuebla a principios del siglo IX, seguiría seguramente también Tobalina. La primera referencia documental clara que indica la repoblación de este territorio, la encontramos en el año 852 en la fundación de la iglesia de San Martín de Herrán.
A partir del año 860 queda bajo el señorío del conde Rodrigo formando parte del Condado de Castilla, zona fronteriza erizada de fortalezas que protegía la entrada de los invasores sarracenos. A partir del reinado de Alfonso VIII el proceso repoblador se consolida con la formación de importantes monasterios que absorben a los pequeños cenobios familiares de la primera época.
En este marco geográfico el poder social y económico, al amparo de los monarcas, es ejercido por los linajes nobiliarios. Su poder, aunque tiene una amplia base patrimonial, se genera a partir de los derechos que tienen sobre numerosas aldeas, provenientes de cesiones de los reyes y de la presión ejercida sobre las comunidades y la pequeña nobleza. En los siglos XI al XIII los representantes de este grupo eran los condes, mientras que a mediados del XIV se había consolidado un grupo de familias como Villalobos, Manrique, Salazar y sobre todo Velasco.
Con el posterior paso a la Modernidad, el Valle de Tobalina se vio plenamente inmerso en el devenir histórico general de Castilla. La rebelión Comunera se manifiesta íntegramente, al igual que en el resto de Las Merindades. En el siglo XVIII, con el ascenso de los Borbones y la reorganización administrativa, Tobalina adquiere su independencia jurídica. El siglo XIX marcó profundamente al Valle. Durante la Guerra de Independencia los ejércitos de Napoleón utilizaron las rutas de Trespaderne para alejarse de los encuentros guerrilleros producidos en el paso de Pancorbo. A continuación se verá inmerso el valle en las guerras carlistas.
El devenir histórico del último siglo presenta al Valle de Tobalina como escenario de la contienda de la Guerra Civil. Su situación intermedia entre ambos bandos le presenta como horizonte de las batallas llevadas a cabo en la sierra de Arcena. La despoblación de todo el Valle durante las décadas de 1960 y 1970 manifiestan una realidad en proceso de profundo declive, con el consiguiente abandono de los pueblos a favor de la reactivación únicamente de su capital. El 17 de septiembre de 1964, la aldea de Lozares de Tobalina fue prácticamente destruida por un incendio. Se inició en unas rastrojeras y debido al fuerte viento, prendió en algunas casas y se extendió rápidamente. De las diecinueve viviendas, sólo se salvaron tres y la iglesia, así como la cosecha, evaluada en veinte vagones de cereales.

## Monumentos y lugares de interés
- Embalse del Sobrón (túneles).
- Monasterios y tumbas altomedievales.
- Templos, iglesias parroquiales y ermitas.
- Torre de los Salazar, en Quintana-Martín Galíndez.
- Parque natural de Sierra Arcena y de los Montes Obarenes.

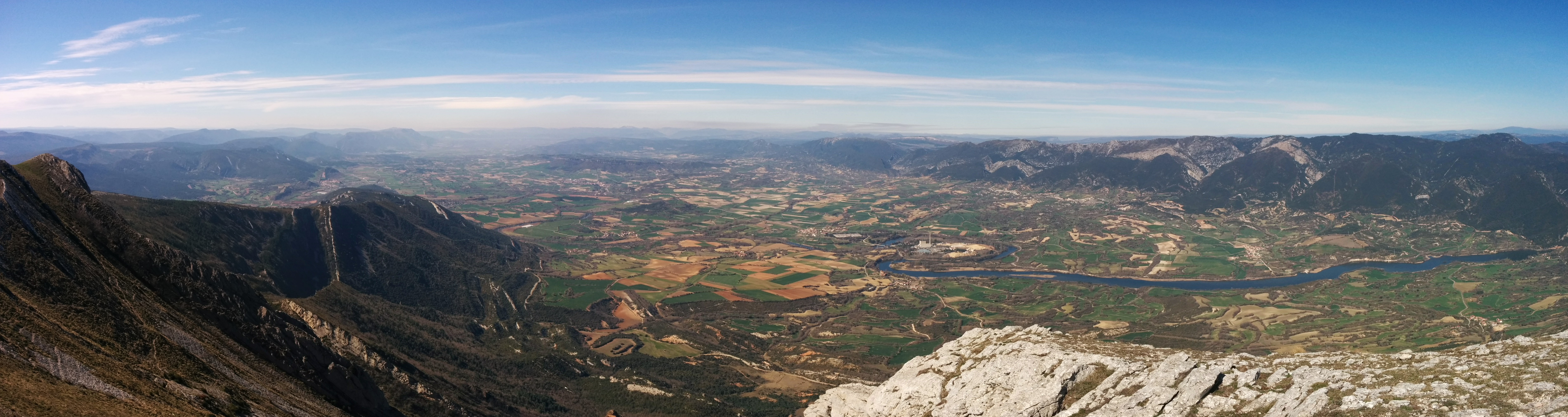
Vista del valle de Tobalina desde el pico Humión

## Demografía
Valle de Tobalina cuenta con una población de 862 habitantes (INE 2024).
| Gráfica de evolución demográfica de Valle de Tobalina entre 1842 y 2021 |
| |
| Población de derecho según los censos de población del INE. Población de hecho según los censos de población del INE.En estos censos se denominaba Valle de Tovalina: 1842 y 1857. Entre el censo de 1857 y el anterior, disminuye el término del municipio porque independiza a Partido de la Sierra en Tobalina. |

### Población por núcleos
| Núcleos                  | Habitantes (2020) |
| ------------------------ | ----------------- |
| Barcina del Barco        | 75                |
| Bascuñuelos              | 17                |
| Cormenzana               | 2                 |
| Cuezva                   | 7                 |
| Gabanes                  | 8                 |
| Garoña                   | 13                |
| Hedeso                   | 7                 |
| Herrán                   | 16                |
| Leciñana de Tobalina     | 14                |
| Lomana                   | 5                 |
| Lozares de Tobalina      | 18                |
| Mijaralengua             | 6                 |
| Montejo de Cebas         | 47                |
| Montejo de San Miguel    | 13                |
| Orbañanos                | 5                 |
| La Orden                 | 18                |
| Pajares                  | 10                |
| Pangusión                | 31                |
| Pedrosa de Tobalina      | 101               |
| La Prada                 | 26                |
| Promediano               | 10                |
| Quintana Martín Galíndez | 332               |
| Quintana María           | 37                |
| Ranedo                   | 7                 |
| La Revilla de Herrán     | 10                |
| Rufrancos                | 5                 |
| San Martín de Don        | 19                |
| Santa María de Garoña    | 12                |
| Santocildes              | 8                 |
| Tobalinilla              | 3                 |
| Valujera                 | 14                |
| Las Viadas               | 9                 |
| Villaescusa de Tobalina  | 11                |

## Administración y política
En las elecciones municipales de 2023 los resultados fueron:
- PP: 2 concejales (169 votos)
- PSOE: 2 concejales (170 votos)
- VenT: 3 concejales (190 votos)

El actual alcalde es Jesús Ángel López de Mendoza del PSOE.